# Promina (hegység)
A Promina egy kisebb hegység Horvátországban, Észak-Dalmácia területén és Šibenik-Knin megye középső részén. A Dinári-hegység része.

## Nevének eredete
A Promine név ókori eredetű, egy illír törzs nevéből származik. Erről kapta a nevét a római Promona városa, mely eredetileg Liburnia székhelye volt. Régen Promonának hívták a Krka és a Cetina közötti területet is. A Čavnovka hegycsúcs az ősi Čavina kápolnáról kapta a nevét, mely egykor a hegy tetején állt. A régi térképeken Čavinicának is írják.

## Fekvése
Drništől északra, Knintől délre fekszik. Nyugatról a Krka folyó szurdoka, délen a Čikola-szurdok, keleten pedig a Petrovo polje határolja. 

## Leírása
A Promina gerince észak-déli irányú, ellipszis alakú. Főcsúcsa a Čavnovka (más néven Velika Promina) a horvát statisztikai hivatal szerint 1148 m magas (a horvát hegymászó szövetség adatai szerint 1147 méter). További csúcsai délkeleten a Čavinica (1109 m), északnyugaton az Orlovac (1023 m), további csúcsai 1000 méter alattiak.
A Promina uralja az alatta fekvő környező tájat. Gyönyörű kilátás van innét délre a Miljevačka-fennsíkra, valamint a Krkára és a Čikolára. A tetejéről jól láthatók az Adriai-tenger 30 km-re fekvő szigetei is. A teteje alatt egy hegyi menedékház található. A gerincen fenyők és gyertyánok nőnek, a keleti lejtőn sok a forrás és ásványi anyagokban (szén, gipsz stb.) is gazdag. A tetőre számos túraútvonal és egy makadám erdei út vezet. A főcsúcson egy volt laktanya körülkerített, romos épületei és két ma is működő távközlési adó állnak. Az elkerített területen, a telekommunikációs antennák mellett áll egy földmérési jel, egy háromszögelési pont oszlopa. A kerítés külső oldalán a mozgás az esetleges aknaveszély miatt tilos. 

## Növényvilág
A Promina hegyvidéki flórájában eddig 530 különféle növényfaj ismert.